# Ледник Тоттена
Ледник Тоттена — большой ледник, дренирующий большую часть Восточно-Антарктического ледникового щита через Берег Бадда на Земле Уилкса на Австралийской антарктической территории. Водосбор, осушенный ледником, оценивается в 538 000 км² (208 000 квадратных миль), простираясь примерно на 1100 км (680 миль) вглубь континента и потенциально способный поднять уровень моря не менее чем на 3,5 м (11 футов). Ледник Тоттена течет на северо-восток от континентального льда, но поворачивает на северо-запад у побережья, где он заканчивается выступающим языком недалеко к востоку от мыса Уолдрон. Впервые он был выделен по аэрофотоснимкам, сделанным в ходе операции USN Highjump (1946—47), и назван Консультативным комитетом по антарктическим названиям (US-ACAN) в честь Джорджа М. Тоттена, мичмана USS Vincennes Исследовательская экспедиция США (1838-42), который помогал лейтенанту Чарльзу Уилксу с исправлением данных съемки, полученных экспедицией.

## Шельфовый ледник Тоттена
Шельфовый ледник Тоттена — представляет собой плавучую часть ледника Тоттена площадью 6200 км² (2400 квадратных миль), с боков ограниченную подледниковым бассейном Авроры на юге и Куполом Ло на севере. Шельфовый ледник существует в месте слияния двух основных притоков ледника Тоттена, его основание находится на 2500 м (8200 футов) ниже уровня моря вблизи линии среза западного притока, а поверхность шельфового ледника характеризуется продольными каналами и поперечными трещинами. Шельфовый ледник Тоттена представляет гляциологический интерес, потому что он поддерживает поток приземлившегося льда, связывая ледяной бассейн с океанскими процессами, такими как потепление океана.

## Язык ледника Тоттена
Язык ледника Тоттена (66°35′ ю. ш. 116°05′ в. д.) — небольшой язык ледника, простирающийся в сторону моря от ледника Тоттена. Выделено по фотографиям с воздуха, сделанным в ходе операции Highjump ВМС США (1946—47) и названным US-ACAN в связи с ледником Тоттена.

## Таяние
Ледник Тоттена истощает подледниковый бассейн Аврора, который в значительной степени находится ниже уровня моря и подвержен нестабильности морского ледяного щита, а это означает, что таяние вблизи линии заземления может привести к безудержному отступлению ледника и внести значительный вклад в повышение уровня моря.
Измерения приземной альтиметрии с помощью интерферометрического радара с синтезированной апертурой предполагают, что ледник Тоттена потерял массу с 1992 по 2006 год, а измерения гравитации, полученные спутником Gravity Recovery and Climate Experiment, показывают, что потеря массы продолжалась по крайней мере в течение 2016 года. Лазерный высотомер ICESat измерил опускание поверхности заземленной и плавучей частей ледника Тоттена с 2003 по 2009 год; однако более длительные наблюдения за плавучим шельфовым ледником показывают межгодовую изменчивость толщины и скорости.
Ледник Тоттена теряет массу в основном из-за таяния основания шельфового ледника, и на таяние влияет наличие тепла океана, поступающего в полость под шельфовым ледником. Теплые модифицированные циркумполярные глубокие воды попадают в полость шельфового ледника Тоттена через подводные каньоны, движимые ветровыми процессами на близлежащем изломе континентального шельфа. Ветровые процессы и образование морского льда вдоль побережья Сабрины были связаны с изменчивостью базального таяния шельфового ледника Тоттена и скоростью отела.